# Aldoná
Aldoná é uma vila no concelho de Bardez, no distrito de Goa Norte, no estado indiano de Goa.

## Demografia
Segundo o censo de 2001, Aldoná tinha uma população de 6320 habitantes. Os indivíduos do sexo masculino constituem 46% da população e os do sexo feminino 54%. Aldoná tem uma taxa de literacia de 79%, superior à média nacional de 59,5%; com 49% para o sexo masculino e 51% para o sexo feminino. 9% da população está abaixo dos 6 anos de idade.